# Ross Butler
Ross Fleming Butler (Singapore, 17 mei 1990) is een Amerikaanse acteur. Hij is vooral bekend door zijn rol als Zach Dempsey in de populaire Netflix-serie 13 Reasons Why, maar ook als Brett Willis in K.C. Undercover op Disney Channel.

## Biografie
Butler is afkomstig uit Singapore. Hij groeide samen met zijn moeder op in Fairfax (Virginia) en Washington. In 2008 studeerde hij af aan de Langley High School. Daarna koos hij de richting chemische en biomoleculaire techniek aan de Ohio State University. Na een jaar besloot hij om zijn studie te beëindigen en verhuisde terug naar Virginia. In 2010 vertrok hij naar Los Angeles en startte daar op 21-jarige leeftijd met acteerlessen.

## Carrière
Op 21-jarige leeftijd nam hij acteerlessen die zijn vriend voor hem betaalde. Hij begon met kleine rollen in studentenfilms. Zijn rol als Bet Willis in de Disney Channel- serie K.C. Undercover zorgde voor meerdere succesvolle rollen in series en films, onder andere in de Netflix-serie 13 Reasons Why die voor het eerst werd uitgezonden op 31 maart 2017.

## Filmografie

### Film
| Jaar | Titel                                  | Rol                     |
| 2013 | The Internship                         | Noah #2                 |
|      | Work It Out                            | Eddie Peon              |
| 2014 | Two Bedrooms                           | Roy                     |
|      | Rules of the Trade                     | Leroy                   |
| 2015 | Hacker's Game                          | Jeremy                  |
| 2018 | Flavors of Youth                       | Limo (voice)            |
| 2019 | Shazam!                                | Super Hero Eugene       |
| 2020 | To All the Boys: P.S. I Still Love You | Trevor Pike             |
| 2021 | To All the Boys: Always and Forever    | Trevor Pike             |
| 2021 | Raya and the Last Dragon               | Leader of Spine (voice) |
| 2023 | Shazam! Fury of the Gods               | Super Hero Eugene       |

### Televisie
| Jaar      | Titel                | Rol             |
| 2012      | The Gateway Life     | Allen           |
| 2013      | Major Crimes         | Ian Yorita      |
|           | Camp Sunshine        | Tony            |
| 2014      | Star Seed            | Chris Choi      |
|           | Hollywood            | Chris           |
|           | Dog Park             | Scott           |
|           | Happyland            | Scott           |
| 2015      | Teen Beach 2         | Spencer Watkins |
|           | Perfect High         | Nate            |
|           | Chasing Life         | Hunter          |
| 2015-2016 | K.C. Undercover      | Brett Willis    |
| 2016      | Teen Wolf            | Nathan Pierce   |
| 2017      | Riverdale            | Reggie Mantle   |
| 2017-2020 | 13 Reasons Why       | Zach Dempsey    |
| 2020      | Swimming with Sharks | Alex            |

### Muziekvideo
| Jaar | Titel          | Artiest                         |
| 2018 | Waste It on Me | Steve Aoki (feat. BTS)          |
| 2019 | Graduation     | Juice Wrld (feat. Benny Blanco) |